# Chelsea Football Club 2009-2010
Questa pagina contiene rosa e risultati del Chelsea Football Club nelle competizioni ufficiali della stagione 2009-2010.

## Stagione
Come si vociferava da quasi un'intera stagione viene nominato nuovo allenatore dei Blues l'italiano Carlo Ancelotti, a cui si aggiungono come acquisti del mercato estivo solamente il russo Jurij Žirkov dal CSKA Mosca, l'inglese Ross Turnbull dal Middlesbrough e i giovani talenti Nemanja Matić e Daniel Sturridge.

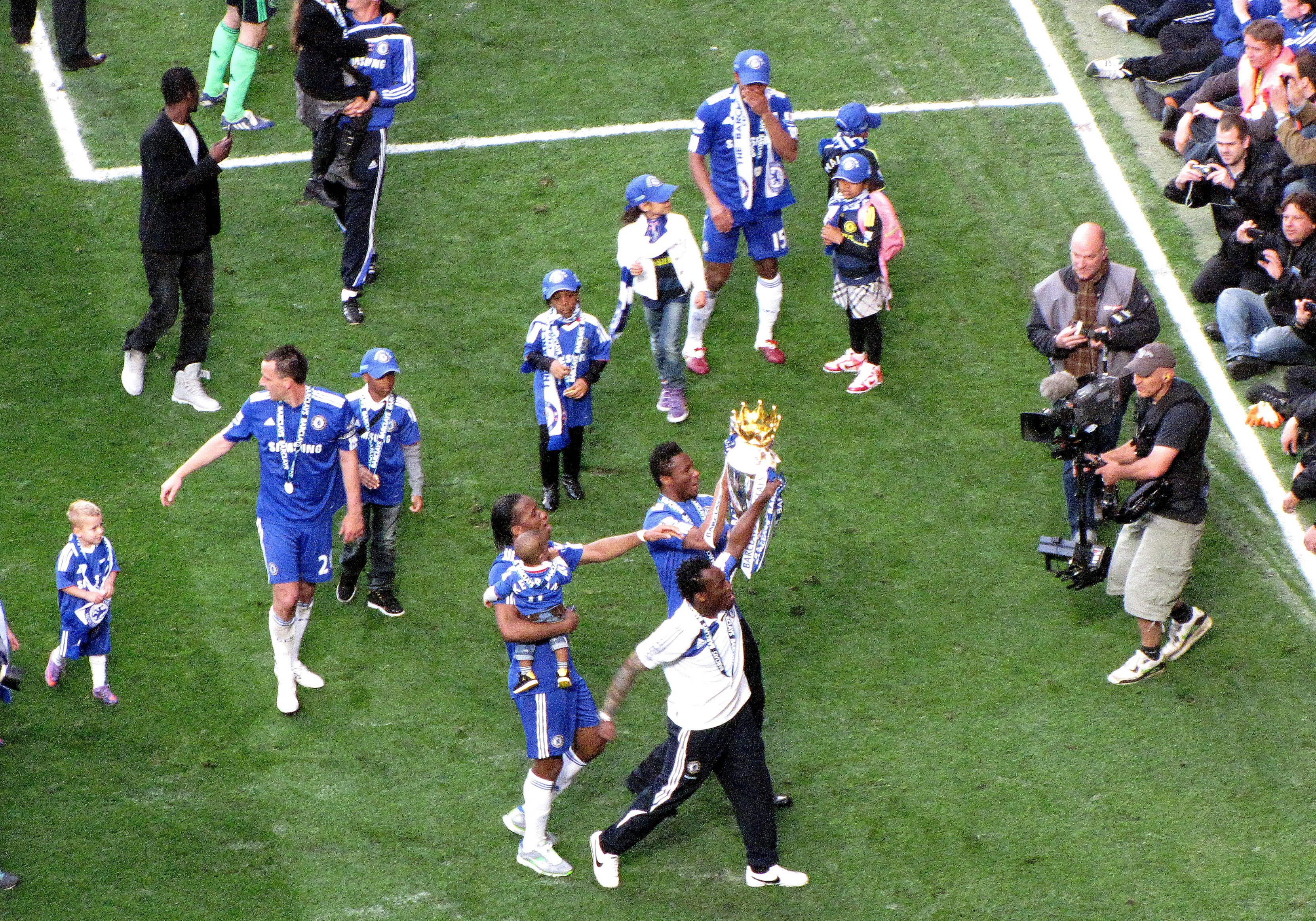
Giocatori del Chelsea festeggiano coi tifosi la vittoria della Premier League 2009-2010

La stagione inizia nel migliore dei modi, con la conquista del Community Shield ai danni del Manchester Utd e una serie di sei vittorie consecutive in campionato (conquistando così un nuovo record inglese). La formazione londinese interrompe la propria serie positiva il 25 settembre 2009, con una sconfitta in casa del Wigan (3-1), a cui segue poi l'importante vittoria casalinga col Liverpool (2-0), oscurata però una settimana dopo dalla seconda sconfitta stagionale, stavolta sul campo dell'Aston Villa (2-1). Da questo momento in poi, la squadra, in splendida forma, totalizza 5 vittorie consecutive in campionato, di cui tre goleade contro Blackburn (5-0), Bolton e Wolverhampton (entrambe 4-0), e le vittorie chiave in casa col Manchester United (1-0) e in trasferta con l'Arsenal (3-0), le quali permettono alla compagine di piazzarsi saldamente in testa alla classifica.
Il 2 dicembre, però, arriva la prima delusione per i tifosi dei Blues: infatti, i loro beniamini vengono battuti al quinto turno di Carling Cup (4-3 ai calci di rigore) dal Blackburn, dopo che i tempi supplementari si erano conclusi 3-3. Inizia così un periodo negativo, caratterizzato dalla sconfitta per 2-1 sul campo del Manchester City, dai pareggi contro Everton (3-3), West Ham Utd (1-1) e Birmingham City (0-0), e da un'unica vittoria col Portsmouth (2-1).
Sul fronte europeo, invece, il Chelsea conclude i gironi di Champions League l'8 dicembre con un pareggio casalingo contro i ciprioti dell'APOEL (2-2), dopo aver già vinto la gara d'andata contro gli stessi isolani (1-0), le due col Porto (entrambe 1-0) e aver ottenuto una vittoria e un pareggio con l'Atlético Madrid (4-0 a Stamford Bridge e 2-2 al Vicente Calderón). Grazie a questi risultati, la formazione londinese passa per prima nel girone D, venendo sorteggiata come prossima avversaria dell'Inter del suo ex allenatore José Mourinho.
Non appena inizia il girone di ritorno del campionato, il Chelsea si risolleva dagli ultimi risultati negativi: dopo la vittoria per 2-1 nel derby del 28 dicembre contro il Fulham, la squadra ricomincia a marciare spedita per altre tre paritite di Premier League, tra le quali spicca il 7-2 casalingo contro il Sunderland. A questo punto, però, la stabilità della squadra è turbata da un avvenimento percepito come scandaloso dall'opinione pubblica britannica: un tabloid, infatti, rivela l'esistenza di una storia d'amore segreta tra John Terry, capitano dei Blues, sposato e con due figli, e Vanessa Perroncel, modella ex fidanzata di Wayne Bridge, ex compagno di squadra (ora in forza al Manchester City) e amico del numero 26. Terry, su espressa richiesta del ministro dello sport inglese, viene privato della fascia di capitano della nazionale dal CT Fabio Capello, anche se conserva quella della compagine londinese.

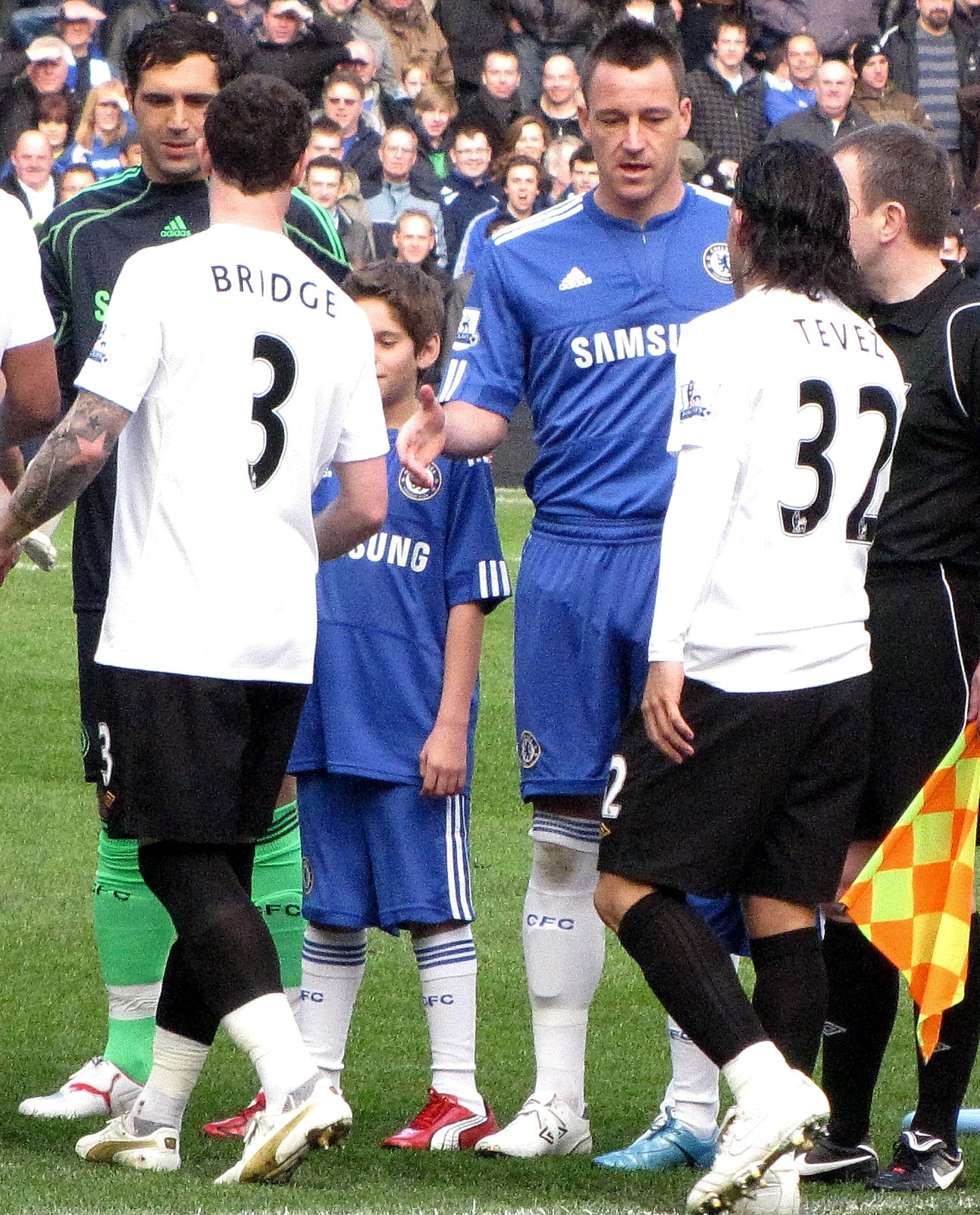
Wayne Bridge rifiuta di stringere la mano a John Terry prima di Chelsea-Manchester City

Anche a causa di errori difensivi da parte del proprio leader carismatico, il Chelsea ottiene soltanto un pareggio con l'Hull City (1-1 del 2 febbraio 2010), seguito poi dalla vittoria sul campo dell'Arsenal (2-0). La squadra, continuamente bersagliata da giornali e critica inglese, una settimana dopo deve arrendersi in trasferta contro l'Everton (2-1), partita nella quale perde per circa due mesi a causa di una frattura alla tibia il terzino sinistro Ashley Cole (che si aggiunge a una considerevole lista di infortunati). La reazione tanto attesa dai tifosi arriva durante il turno successivo, in casa del Wolverhampton, battuto 2-0.
Forti di aver comunque mantenuto la testa della classifica nonostante il periodo negativo, il 24 febbraio i Blues si presentano allo Stadio Giuseppe Meazza di Milano per gli ottavi di finale di Champions League, ma, sebbene esprimano un buon calcio, vengono sconfitti 2-1 dall'Inter di Mourinho. Alla prima sconfitta nella coppa europea segue la prima a Stamford Bridge, un 4-2 proprio contro il Manchester City di Bridge, il quale nel prepartita rifiuterà anche di stringere la mano all'ex amico. Ad ogni modo, dopo un 2-0 contro lo Stoke City in FA Cup (che permette alla compagine di approdare alla semifinale) e un 4-1 contro il West Ham in Premier League, il Chelsea sembra finalmente risorto, ma verrà comunque sconfitto in casa per 1-0 da un'ottima Inter (seconda e ultima battuta d'arresto casalinga del club londinese).

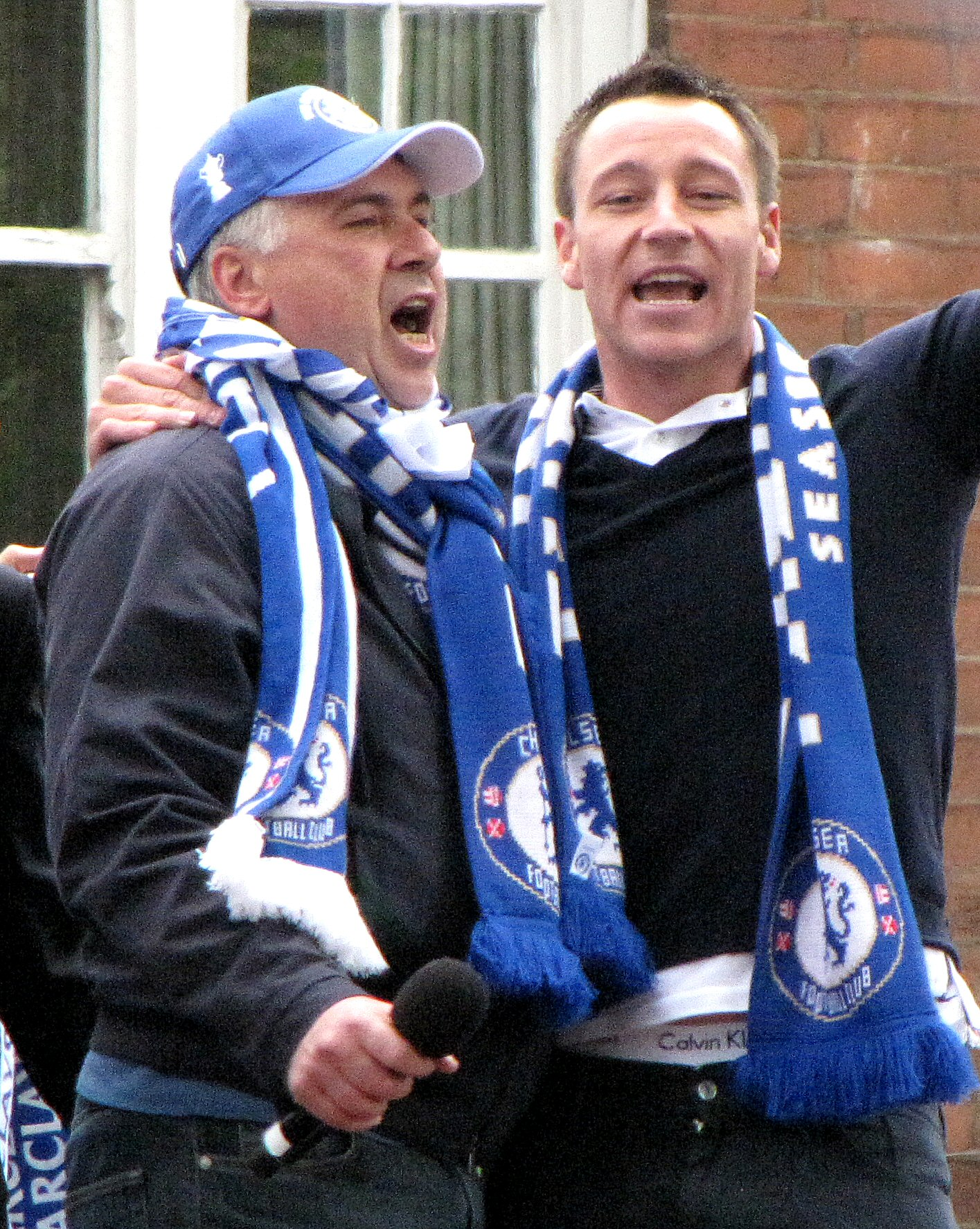
Carlo Ancelotti e John Terry festeggiano in parata a Londra la conquista del primo double

Nonostante le parole di Carlo Ancelotti, che invitano la sua squadra a concentrarsi sui restanti obiettivi, ossia campionato e FA Cup, la formazione londinese subisce il colpo dell'eliminazione della Champions League, pareggiando 1-1 sul campo del Blackburn, incontro nel quale si infortuna pure il terzino destro Branislav Ivanović, lasciando i compagni in piena emergenza difensiva. Questo risultato permetterà al Manchester United di superare momentaneamente il Chelsea in classifica. Ad ogni modo, la squadra riesce a reagire pochi giorni dopo, ricominciando a giocare bene e a segnare: di questo sono testimoni il 5-0 sul campo del Portsmouth, il 7-1 casalingo contro l'Aston Villa (fino a quel momento la miglior difesa della Premier League), il 2-1 all'Old Trafford di Manchester (che riporterà la testa della classifica), il 3-0 in semifinale di FA Cup contro di nuovo l'Aston Villa, e l'1-0 interno contro il Bolton.
Questa serie di risultati positivi viene interrotta il 17 aprile con la sconfitta per 2-1 nel derby col Tottenham, squadra in lotta per il 4º posto, avvenimento che comunque non lascerà alcun effetto nel morale dei Blues. Infatti, essi ricominciano a macinare gol e risultati negli ultimi 3 incontri di campionato: 7-0 allo Stoke City, 2-0 al Liverpool, 8-0 al Wigan. Questi risultati consegnenano ufficialmente la quarta Premier League nelle mani del Chelsea, la prima dopo 4 anni di astinenza, caratterizzata dal record di gol mai segnati in una sola stagione (103).
La settimana dopo, a Wembley i Blues di Carlo Ancelotti conquisteranno per la prima volta nella storia del club il double campionato-FA Cup, sconfiggendo 1-0 il Porstmouth dell'ex allenatore Avram Grant. I risultati ottenuti durante questa stagione, come ricordato dalla stampa inglese, sono stati merito soprattutto dell'abilità tattica e psicologica del tecnico italiano, di uno splendido campionato da parte del centravanti Didier Drogba (capocannoniere della Premier League con 29 gol, 37 in tutte le competizioni, votato miglior giocatore del Chelsea dai tifosi), dell'esterno Florent Malouda (rivalorizzato dopo alcune stagioni opache) e del vice-capitano Frank Lampard (autore di 14 gol soltanto nelle ultime 14 partite tra campionato e coppa d'Inghilterra).

## Maglie e sponsor
Lo sponsor tecnico per la stagione 2009-2010 è Adidas, mentre lo sponsor ufficiale è Samsung.
| Casa | Trasferta | Terza divisa | Portiere |

## Rosa
| N. |                           | Ruolo | Calciatore                    |
| -- | ------------------------- | ----- | ----------------------------- |
| 1  | Rep. Ceca (bandiera)      | P     | Petr Čech                     |
| 2  | Serbia (bandiera)         | D     | Branislav Ivanović            |
| 3  | Inghilterra (bandiera)    | D     | Ashley Cole                   |
| 5  | Ghana (bandiera)          | C     | Michael Essien                |
| 6  | Portogallo (bandiera)     | D     | Ricardo Carvalho              |
| 8  | Inghilterra (bandiera)    | C     | Frank Lampard (vice capitano) |
| 10 | Inghilterra (bandiera)    | C     | Joe Cole                      |
| 11 | Costa d'Avorio (bandiera) | A     | Didier Drogba                 |
| 12 | Nigeria (bandiera)        | C     | Mikel John Obi                |
| 13 | Germania (bandiera)       | C     | Michael Ballack               |
| 15 | Francia (bandiera)        | C     | Florent Malouda               |
| 17 | Portogallo (bandiera)     | D     | José Bosingwa                 |
| 18 | Russia (bandiera)         | C     | Jurij Žirkov                  |
| 19 | Portogallo (bandiera)     | D     | Paulo Ferreira                |
| 20 | Portogallo (bandiera)     | C     | Deco                          |
| 21 | Costa d'Avorio (bandiera) | A     | Salomon Kalou                 |

| N. |                        | Ruolo | Calciatore            |
| -- | ---------------------- | ----- | --------------------- |
| 22 | Inghilterra (bandiera) | P     | Ross Turnbull         |
| 23 | Inghilterra (bandiera) | A     | Daniel Sturridge      |
| 24 | Serbia (bandiera)      | C     | Nemanja Matić         |
| 26 | Inghilterra (bandiera) | D     | John Terry (capitano) |
| 33 | Brasile (bandiera)     | D     | Alex                  |
| 35 | Brasile (bandiera)     | D     | Juliano Belletti      |
| 39 | Francia (bandiera)     | A     | Nicolas Anelka        |
| 40 | Portogallo (bandiera)  | P     | Henrique Hilário      |
| 41 | Inghilterra (bandiera) | D     | Sam Hutchinson        |
| 43 | Paesi Bassi (bandiera) | D     | Jeffrey Bruma         |
| 44 | Francia (bandiera)     | A     | Gaël Kakuta           |
| 46 | Italia (bandiera)      | C     | Jacopo Sala           |
| 47 | Sri Lanka (bandiera)   | C     | Nikki Ahamed          |
| 48 | Inghilterra (bandiera) | A     | Daniel Philliskirk    |
| 52 | Paesi Bassi (bandiera) | D     | Patrick van Aanholt   |

## Calciomercato

### Sessione estiva(dall'1/7 all'1/9)
| Acquisti | Acquisti         | Acquisti        | Acquisti                  |
| R.       | Nome             | da              | Modalità                  |
| -------- | ---------------- | --------------- | ------------------------- |
| P        | Ross Turnbull    | Middlesbrough   | svincolato                |
| A        | Daniel Sturridge | Manchester City | definitivo (8 milioni €)  |
| C        | Jurij Žirkov     | CSKA Mosca      | definitivo (20 milioni €) |
| C        | Nemanja Matić    | VSS Košice      | definitivo (2 milioni €)  |

| Cessioni | Cessioni            | Cessioni         | Cessioni         |
| R.       | Nome                | a                | Modalità         |
| -------- | ------------------- | ---------------- | ---------------- |
| C        | Ricardo Quaresma    | Inter            | fine prestito    |
| A        | Ben Sahar           | Espanyol         | definitivo       |
| C        | Mineiro             | Schalke 04       | svincolato       |
| C        | Jimmy Smith         | Leyton Orient    | svincolato       |
| A        | Frank Nouble        | West Ham Utd     | svincolato       |
| A        | Morten Nielsen      | AZ Alkmaar       | comproprietà     |
| C        | Sergio Tejera       | Maiorca          | svincolato       |
| A        | Claudio Pizarro     | Werder Brema     | definitivo (0 €) |
| A        | Andrij Ševčenko     | Dinamo Kiev      | definitivo (0 €) |
| D        | Shaun Cummings      | Reading          | prestito         |
| D        | Slobodan Rajković   | Twente           | prestito         |
| C        | Tom Taiwo           | Carlisle Utd     | prestito         |
| C        | Lee Sawyer          | Southend Utd     | prestito         |
| C        | Miroslav Stoch      | Twente           | prestito         |
| D        | Ryan Bertrand       | Reading          | prestito         |
| A        | Franco Di Santo     | Blackburn        | prestito         |
| A        | Scott Sinclair      | Wigan            | prestito         |
| D        | Patrick van Aanholt | Coventry City    | prestito         |
| D        | Michael Mancienne   | Wolverhampton    | prestito         |
| C        | Liam Bridcutt       | Stockport County | prestito         |
| C        | Jacob Mellis        | Southampton      | prestito         |
| D        | Jack Cork           | Coventry City    | prestito         |

## Risultati

### Community Shield
| Arbitro: | Foy |

|                          |           |                       |
| Carvalho 52’ Lampard 72’ | Marcatori | 10’ Nani 90+2’ Rooney |

### Premier League

#### Girone di andata
| Arbitro: | Wiley |

|                   |           |          |
| Drogba 37’, 90+1’ | Marcatori | 28’ Hunt |

| Arbitro: | Bennett |

|          |           |                                         |
| Bent 18’ | Marcatori | 52’ Ballack 61’ (rig.) Lampard 69’ Deco |

| Arbitro: | Marriner |

|  |           |                       |
|  | Marcatori | 38’ Drogba 76’ Anelka |

| Arbitro: | Stroud |

|                                        |           |  |
| Anelka 45’ Ballack 47’ Ashley Cole 51’ | Marcatori |  |

| Arbitro: | Dean |

|          |           |                            |
| Faye 32’ | Marcatori | 45+2’ Drogba 90+4’ Malouda |

| Arbitro: | Webb |

|                                 |           |  |
| Cole 32’ Ballack 58’ Drogba 63’ | Marcatori |  |

| Arbitro: | Dowd |

|                                                 |           |            |
| Bramble 16’ Rodallega 53’ (rig.) Scharner 90+1’ | Marcatori | 47’ Drogba |

| Arbitro: | Atkinson |

|                          |           |  |
| Anelka 59’ Malouda 90+1’ | Marcatori |  |

| Arbitro: | Bennett |

|                       |           |            |
| Dunne 32’ Collins 52’ | Marcatori | 15’ Drogba |

| Arbitro: | Wiley |

|                                                                |           |  |
| Givet 20’ (aut.) Lampard 48’, 59’ (rig.) Essien 52’ Drogba 64’ | Marcatori |  |

| Arbitro: | Walton |

|  |           |                                                            |
|  | Marcatori | 45+2’ (rig.) Lampard 61’ Deco 83’ (aut.) Knight 90’ Drogba |

| Arbitro: | Atkinson |

|           |           |  |
| Terry 76’ | Marcatori |  |

| Arbitro: | Mason |

|                                     |           |  |
| Malouda 5’ Essien 12’, 22’ Cole 56’ | Marcatori |  |

| Arbitro: | Marriner |

|  |           |                                      |
|  | Marcatori | 41’, 86’ Drogba 45’ (aut.) Vermaelen |

| Arbitro: | Webb |

|                        |           |                    |
| Adebayor 37’ Tevez 56’ | Marcatori | 8’ (aut.) Adebayor |

| Arbitro: | Dowd |

|                            |           |                                       |
| Drogba 18’, 59’ Anelka 23’ | Marcatori | 12’ (aut.) Čech 45+5’ Yakubu 54’ Saha |

| Arbitro: | Clattenburg |

|                               |           |               |
| Anelka 23’ Lampard 79’ (rig.) | Marcatori | 51’ Piquionne |

| Arbitro: | Dean |

|                     |           |                    |
| Diamanti 45’ (rig.) | Marcatori | 61’ (rig.) Lampard |

| Birmingham 26 dicembre 2009, ore 12:45 CEST 19ª giornata | Birmingham City | 0 – 0 referto | Chelsea | St Andrew's (28.958 spett.)\| Arbitro: \| Walton \| |
| Arbitro:                                                 | Walton          |               |         |                                                     |

#### Girone di ritorno
| Arbitro: | Marriner |

|                                |           |         |
| Drogba 72’ Smalling 74’ (aut.) | Marcatori | 3’ Gera |

| Arbitro: | Foy |

|                                                                         |           |                       |
| Anelka 8’, 65’ Malouda 17’ Ashley Cole 22’ Lampard 34’, 90’ Ballack 52’ | Marcatori | 56’ Zenden 90+2’ Bent |

| Arbitro: | Bennett |

|                             |           |  |
| Malouda 5’ Lampard 32’, 90’ | Marcatori |  |

| Arbitro: | Dowd |

|              |           |                      |
| Fletcher 50’ | Marcatori | 27’ Anelka 82’ Terry |

| Arbitro: | Clattenburg |

|               |           |            |
| Mouyokolo 30’ | Marcatori | 42’ Drogba |

| Arbitro: | Dean |

|                |           |  |
| Drogba 8’, 23’ | Marcatori |  |

| Arbitro: | Wiley |

|               |           |             |
| Saha 33’, 75’ | Marcatori | 17’ Malouda |

| Arbitro: | Friend |

|  |           |                 |
|  | Marcatori | 40’, 67’ Drogba |

| Arbitro: | Dean |

|                           |           |                                          |
| Lampard 42’, 90+1’ (rig.) | Marcatori | 45+1’, 76’ (rig.) Tévez 51’, 87’ Bellamy |

| Arbitro: | Clattenburg |

|                                      |           |            |
| Alex 16’ Drogba 56’, 90’ Malouda 77’ | Marcatori | 30’ Parker |

| Arbitro: | Bennett |

|           |           |           |
| Diouf 70’ | Marcatori | 6’ Drogba |

| Arbitro: | Mason |

|  |           |                                                |
|  | Marcatori | 32’, 77’ Drogba 50’, 60’ Malouda 90+4’ Lampard |

| Arbitro: | Walton |

|                                                                       |           |           |
| Lampard 15’, 44’ (rig.), 62’ (rig.), 90+1’ Malouda 57’, 67’ Kalou 83’ | Marcatori | 29’ Carew |

| Arbitro: | Dean |

|             |           |                     |
| Macheda 81’ | Marcatori | 20’ Cole 78’ Drogba |

| Arbitro: | Foy |

|            |           |  |
| Anelka 43’ | Marcatori |  |

| Arbitro: | Dowd |

|                           |           |               |
| Defoe 15’ (rig.) Bale 44’ | Marcatori | 90+1’ Lampard |

| Arbitro: | Bennett |

|                                                                       |           |  |
| Kalou 24’, 31’, 69’ Lampard 44’ (rig.), 81’ Sturridge 87’ Malouda 89’ | Marcatori |  |

| Arbitro: | Wiley |

|  |           |                        |
|  | Marcatori | 33’ Drogba 54’ Lampard |

| Arbitro: | Atkinson |

|                                                                                     |           |  |
| Anelka 6’, 56’ Lampard 32’ (rig.) Kalou 54’ Drogba 63’, 68’ (rig.), 80’ A. Cole 90’ | Marcatori |  |

### FA Cup
| Arbitro: | Friend |

|                                                              |           |  |
| Sturridge 5’, 68’ Eustace 15’ (aut.) Malouda 22’ Lampard 64’ | Marcatori |  |

| Arbitro: | Dean |

|  |           |                          |
|  | Marcatori | 37’ Anelka 47’ Sturridge |

| Arbitro: | Marriner |

|                                               |           |            |
| Drogba 2’ Ballack 51’ Sturridge 69’ Kalou 86’ | Marcatori | 34’ Chopra |

| Arbitro: | Atkinson |

|                       |           |  |
| Lampard 35’ Terry 67’ | Marcatori |  |

| Arbitro: | Webb |

|  |           |                                      |
|  | Marcatori | 68’ Drogba 89’ Malouda 90+5’ Lampard |

| Arbitro: | Foy |

|            |           |  |
| Drogba 59’ | Marcatori |  |

### Football League Cup
| Arbitro: | Jones |

|           |           |  |
| Kalou 52’ | Marcatori |  |

| Arbitro: | Marriner |

|                                           |           |  |
| Kalou 15’ Malouda 26’ Deco 67’ Drogba 89’ | Marcatori |  |

| Arbitro: | Wiley |

|                                            |                      |                                       |
| Kalinic 9’ Emerton 64’ McCarthy 93’ (rig.) | Marcatori            | 48’ Drogba 52’ Kalou 120+2’ Ferreira  |
| McCarthy Emerton Grella Kalinic Hoilett    | Tiri di rigore 4 – 3 | Ballack Drogba Malouda Zhirkov Kakuta |

### UEFA Champions League

#### Fase a gironi
| Arbitro: | Plautz |

|            |           |  |
| Anelka 48’ | Marcatori |  |

| Arbitro: | Layec |

|  |           |            |
|  | Marcatori | 18’ Anelka |

| Arbitro: | Meyer |

|                                             |           |  |
| Kalou 41’, 52’ Lampard 69’ Perea 91’ (aut.) | Marcatori |  |

| Arbitro: | Kuipers |

|                   |           |                 |
| Agüero 66’, 90+1’ | Marcatori | 82’, 88’ Drogba |

| Arbitro: | Eriksson |

|  |           |            |
|  | Marcatori | 69’ Anelka |

| Arbitro: | Trefoloni |

|                       |           |                               |
| Essien 19’ Drogba 26’ | Marcatori | 6’ Żewłakow 87’ Mirosavljević |

#### Fase ad eliminazione diretta
| Arbitro: | González |

|                         |           |           |
| Milito 3’ Cambiasso 55’ | Marcatori | 51’ Kalou |

| Arbitro: | Stark |

|  |           |           |
|  | Marcatori | 78’ Eto'o |

## Statistiche

### Statistiche di squadra
| Competizione          | Punti | In casa | In casa | In casa | In casa | In casa | In casa | In trasferta | In trasferta | In trasferta | In trasferta | In trasferta | In trasferta | Totale | Totale | Totale | Totale | Totale | Totale | DR  |
| Competizione          | Punti | G       | V       | N       | P       | Gf      | Gs      | G            | V            | N            | P            | Gf           | Gs           | G      | V      | N      | P      | Gf     | Gs     | DR  |
| --------------------- | ----- | ------- | ------- | ------- | ------- | ------- | ------- | ------------ | ------------ | ------------ | ------------ | ------------ | ------------ | ------ | ------ | ------ | ------ | ------ | ------ | --- |
| Premier League        | 86    | 19      | 17      | 1       | 1       | 68      | 14      | 19           | 10           | 4            | 5            | 35           | 17           | 38     | 27     | 5      | 6      | 103    | 32     | +71 |
| FA Cup                | -     | 3       | 3       | 0       | 0       | 11      | 1       | 1            | 1            | 0            | 0            | 2            | 0            | 6      | 6      | 0      | 0      | 17     | 1      | +16 |
| Football League Cup   | -     | 2       | 2       | 0       | 0       | 5       | 0       | 1            | 0            | 1            | 0            | 3            | 3            | 3      | 2      | 1      | 0      | 8      | 3      | +5  |
| UEFA Champions League | 14    | 4       | 2       | 1       | 1       | 7       | 3       | 4            | 2            | 1            | 1            | 5            | 3            | 8      | 4      | 2      | 2      | 12     | 7      | +5  |
| Community Shield      | -     | -       | -       | -       | -       | -       | -       | -            | -            | -            | -            | -            | -            | 1      | 0      | 1      | 0      | 2      | 2      | 0   |
| Totale                | -     | 28      | 24      | 2       | 2       | 91      | 18      | 25           | 13           | 6            | 6            | 45           | 25           | 56     | 39     | 9      | 8      | 142    | 45     | +97 |

### Statistiche dei giocatori
| Giocatore      | Premier League | Premier League | Premier League | Premier League | FA Cup+League Cup | FA Cup+League Cup | FA Cup+League Cup | FA Cup+League Cup | Champions League | Champions League | Champions League | Champions League | Community Shield | Community Shield | Community Shield | Community Shield | Totale   | Totale | Totale      | Totale     |
| Giocatore      | Presenze       | Reti           | Ammonizioni    | Espulsioni     | Presenze          | Reti              | Ammonizioni       | Espulsioni        | Presenze         | Reti             | Ammonizioni      | Espulsioni       | Presenze         | Reti             | Ammonizioni      | Espulsioni       | Presenze | Reti   | Ammonizioni | Espulsioni |
| -------------- | -------------- | -------------- | -------------- | -------------- | ----------------- | ----------------- | ----------------- | ----------------- | ---------------- | ---------------- | ---------------- | ---------------- | ---------------- | ---------------- | ---------------- | ---------------- | -------- | ------ | ----------- | ---------- |
| P. Čech        | 34             | -24            | 0              | 1              | 2+1               | 0                 | 0                 | 0                 | 6                | -4               | 0                | 0                | 1                | -2               | 0                | 0                | 44       | -30    | 0           | 1          |
| B. Ivanović    | 28             | 0              | 6              | 0              | 3+3               | 0                 | 0                 | 0                 | 6                | 0                | 1                | 0                | 1                | 0                | 1                | 0                | 41       | 0      | 8           | 0          |
| A. Cole        | 26             | 4              | 4              | 0              | 2+1               | 0                 | 0                 | 0                 | 4                | 0                | 0                | 0                | 1                | 0                | 0                | 0                | 34       | 4      | 4           | 0          |
| M. Essien      | 14             | 3              | 2              | 0              | 0                 | 0                 | 0                 | 0                 | 6                | 1                | 2                | 0                | 1                | 0                | 0                | 0                | 21       | 4      | 4           | 0          |
| R. Carvalho    | 22             | 0              | 4              | 0              | 1+0               | 0                 | 1+0               | 0                 | 5                | 0                | 0                | 0                | 1                | 1                | 0                | 0                | 29       | 1      | 5           | 0          |
| F. Lampard     | 36             | 22             | 0              | 0              | 6+1               | 3+0               | 0                 | 0                 | 7                | 1                | 0                | 0                | 1                | 1                | 0                | 0                | 51       | 27     | 0           | 0          |
| J. Cole        | 26             | 2              | 1              | 0              | 5+3               | 0                 | 1+0               | 0                 | 5                | 0                | 0                | 0                | 0                | 0                | 0                | 0                | 39       | 2      | 2           | 0          |
| D. Drogba      | 32             | 29             | 7              | 0              | 4+2               | 3+2               | 0                 | 0                 | 5                | 3                | 0                | 1                | 1                | 0                | 0                | 0                | 44       | 37     | 7           | 1          |
| J. Obi Mikel   | 25             | 0              | 3              | 0              | 3+1               | 0                 | 1+0               | 0                 | 4                | 0                | 0                | 0                | 1                | 0                | 0                | 0                | 34       | 0      | 4           | 0          |
| M. Ballack     | 32             | 4              | 2              | 1              | 4+2               | 1+0               | 0                 | 0                 | 6                | 0                | 1                | 0                | 1                | 0                | 0                | 0                | 45       | 5      | 3           | 1          |
| F. Malouda     | 33             | 12             | 3              | 1              | 6+3               | 2+1               | 0                 | 0                 | 8                | 0                | 2                | 0                | 1                | 0                | 0                | 0                | 51       | 15     | 5           | 1          |
| J. Bosingwa    | 8              | 0              | 0              | 0              | 0                 | 0                 | 0                 | 0                 | 0                | 0                | 0                | 0                | 1                | 0                | 0                | 0                | 9        | 0      | 0           | 0          |
| Y. Zhirkov     | 17             | 0              | 4              | 0              | 4+1               | 0                 | 0                 | 0                 | 4                | 0                | 1                | 0                | 0                | 0                | 0                | 0                | 26       | 0      | 5           | 0          |
| P. Ferreira    | 13             | 0              | 2              | 0              | 4+3               | 0+1               | 0                 | 0                 | 0                | 0                | 0                | 0                | 0                | 0                | 0                | 0                | 20       | 1      | 2           | 0          |
| Deco           | 19             | 2              | 3              | 0              | 2+2               | 0+1               | 1+0               | 0                 | 4                | 0                | 0                | 0                | 1                | 0                | 0                | 0                | 28       | 3      | 4           | 0          |
| S. Kalou       | 23             | 5              | 2              | 0              | 4+3               | 1+3               | 0                 | 0                 | 6                | 3                | 2                | 0                | 1                | 0                | 0                | 0                | 37       | 12     | 4           | 0          |
| R. Turnbull    | 2              | -2             | 0              | 0              | 0+1               | 0                 | 0                 | 0                 | 2                | -3               | 0                | 0                | 0                | 0                | 0                | 0                | 5        | -5     | 0           | 0          |
| D. Sturridge   | 13             | 1              | 0              | 0              | 4+1               | 4+0               | 0                 | 0                 | 2                | 0                | 0                | 0                | 0                | 0                | 0                | 0                | 20       | 5      | 0           | 0          |
| N. Matic       | 2              | 0              | 0              | 0              | 1+0               | 0                 | 1+0               | 0                 | 0                | 0                | 0                | 0                | 0                | 0                | 0                | 0                | 3        | 0      | 1           | 0          |
| J. Terry       | 37             | 2              | 6              | 1              | 5+1               | 1+0               | 2+0               | 0                 | 8                | 0                | 2                | 0                | 1                | 0                | 0                | 0                | 52       | 3      | 10          | 1          |
| Alex           | 16             | 1              | 2              | 0              | 6+1               | 0                 | 1+0               | 0                 | 2                | 0                | 1                | 0                | 0                | 0                | 0                | 0                | 25       | 1      | 4           | 0          |
| J. Belletti    | 11             | 0              | 1              | 1              | 3+3               | 0                 | 1+0               | 0                 | 5                | 0                | 1                | 0                | 0                | 0                | 0                | 0                | 22       | 0      | 3           | 1          |
| N. Anelka      | 33             | 11             | 0              | 0              | 4+0               | 1+0               | 0                 | 0                 | 7                | 3                | 0                | 0                | 1                | 0                | 0                | 0                | 45       | 15     | 0           | 0          |
| H. Hilàrio     | 3              | -6             | 0              | 0              | 4+3               | -1+-3             | 0                 | 0                 | 1                | 0                | 0                | 0                | 0                | 0                | 0                | 0                | 11       | -10    | 0           | 0          |
| S. Hutchinson  | 2              | 0              | 0              | 0              | 0+1               | 0                 | 0                 | 0                 | 0                | 0                | 0                | 0                | 0                | 0                | 0                | 0                | 3        | 0      | 0           | 0          |
| J. Bruma       | 2              | 0              | 0              | 0              | 0+1               | 0                 | 0+1               | 0                 | 0                | 0                | 0                | 0                | 0                | 0                | 0                | 0                | 3        | 0      | 1           | 0          |
| G. Kakuta      | 1              | 0              | 0              | 0              | 1+1               | 0                 | 0                 | 0                 | 1                | 0                | 0                | 0                | 0                | 0                | 0                | 0                | 4        | 0      | 0           | 0          |
| F. Borini      | 4              | 0              | 0              | 0              | 2+1               | 0                 | 0                 | 0                 | 1                | 0                | 0                | 0                | 0                | 0                | 0                | 0                | 8        | 0      | 0           | 0          |
| P. van Aanholt | 2              | 0              | 0              | 0              | 0                 | 0                 | 0                 | 0                 | 0                | 0                | 0                | 0                | 0                | 0                | 0                | 0                | 2        | 0      | 0           | 0          |